# Großer Preis von Monaco 1992
Der Große Preis von Monaco 1992 (offiziell 50ème Grand Prix de Monaco) fand am 31. Mai auf dem Circuit de Monaco in Monte Carlo statt und war das sechste Rennen der Formel-1-Weltmeisterschaft 1992.

## Berichte

### Hintergrund
Dieselben Piloten, die zwei Wochen zuvor den Großen Preis von San Marino bestritten hatten, traten auch zum sechsten WM-Lauf des Jahres in Monaco an.
Mit Ayrton Senna (viermal) und Riccardo Patrese (einmal) traten zwei ehemalige Sieger zu diesem Grand Prix an.

### Training

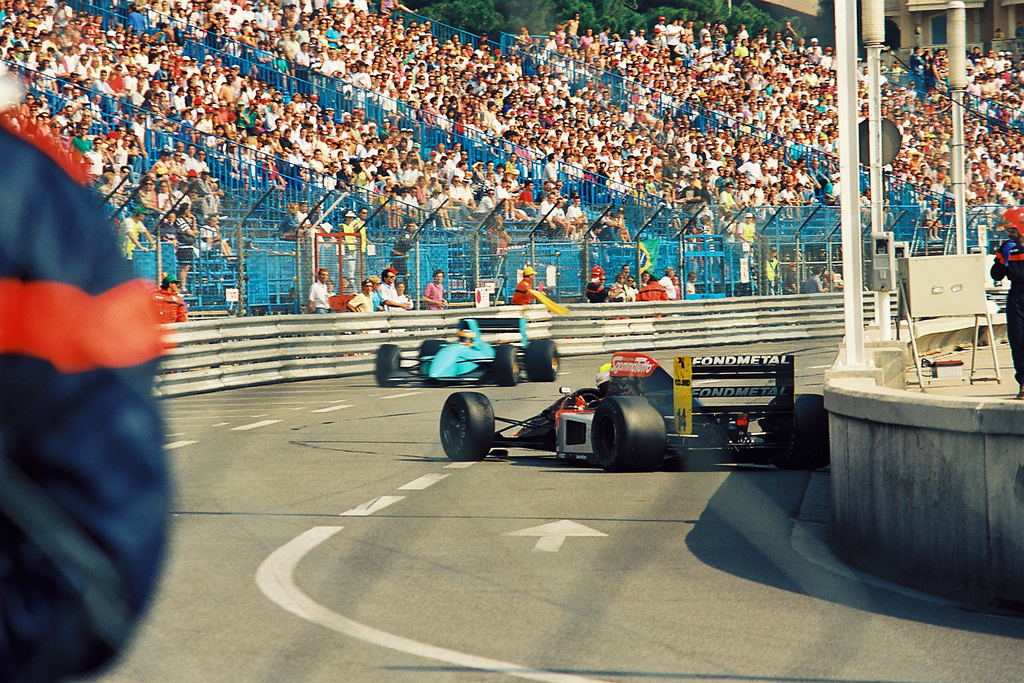
Dreher von Andrea Chiesa

Erneut sicherten sich die beiden Williams-Piloten die erste Startreihe. Die Differenz zwischen der Rundenbestzeit des Pole-Setters Nigel Mansell und der des drittplatzierten Senna war jedoch mit rund 1,1 Sekunden deutlich geringer, als an den Rennwochenenden zuvor. Obwohl Patrese die zweitbeste Zeit gelang, ärgerte er sich dermaßen über Bertrand Gachot, der ihn während einer seiner schnellsten Runden aufgehalten hatte, dass es beinahe zu einer Schlägerei zwischen den beiden in der Boxengasse gekommen wäre. Jean Alesi qualifizierte sich für den vierten Startplatz vor Gerhard Berger und den beiden Benetton-Piloten Michael Schumacher und Martin Brundle. Das Ende des Starterfeldes markierte Roberto Moreno, der hiermit die einzige Rennteilnahme seines Rennstalls Andrea Moda Formula erreichte.
Während des Trainings am Samstag hatte Pierluigi Martini einen derart schweren Unfall im Tunnel, dass die anschließende Reparatur der Leitplanken rund 40 Minuten in Anspruch nahm. Im Warm-up am Sonntagvormittag verunglückte zudem Aguri Suzuki schwer. Nach einer Untersuchung im Krankenhaus bekam er dennoch die Freigabe für die Teilnahme am Rennen.

### Rennen

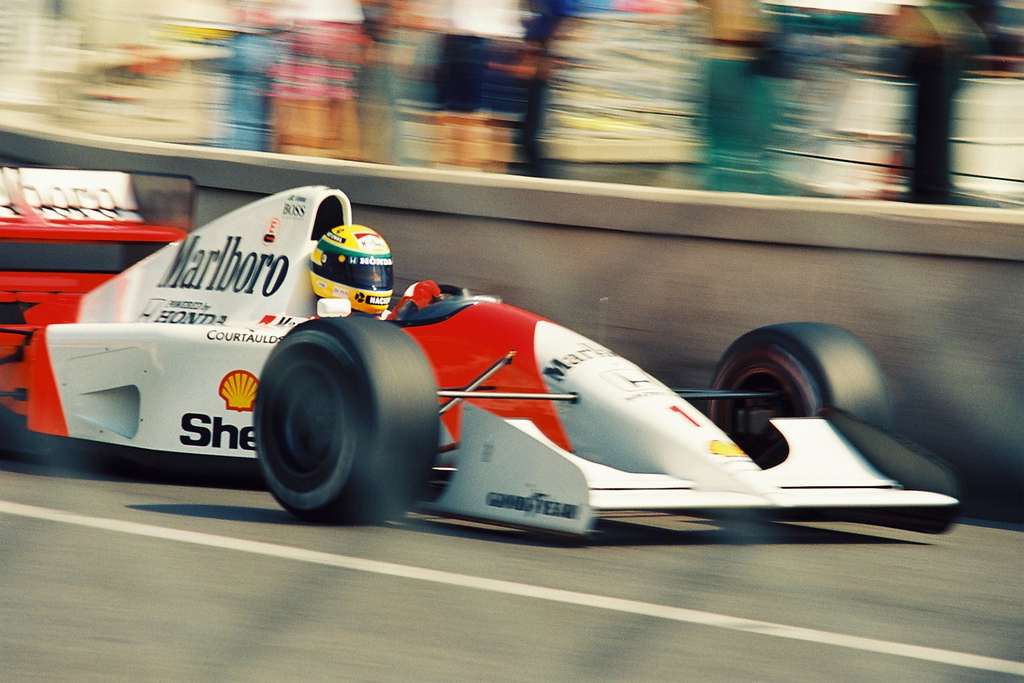
Rennsieger Ayrton Senna in Monaco 1992

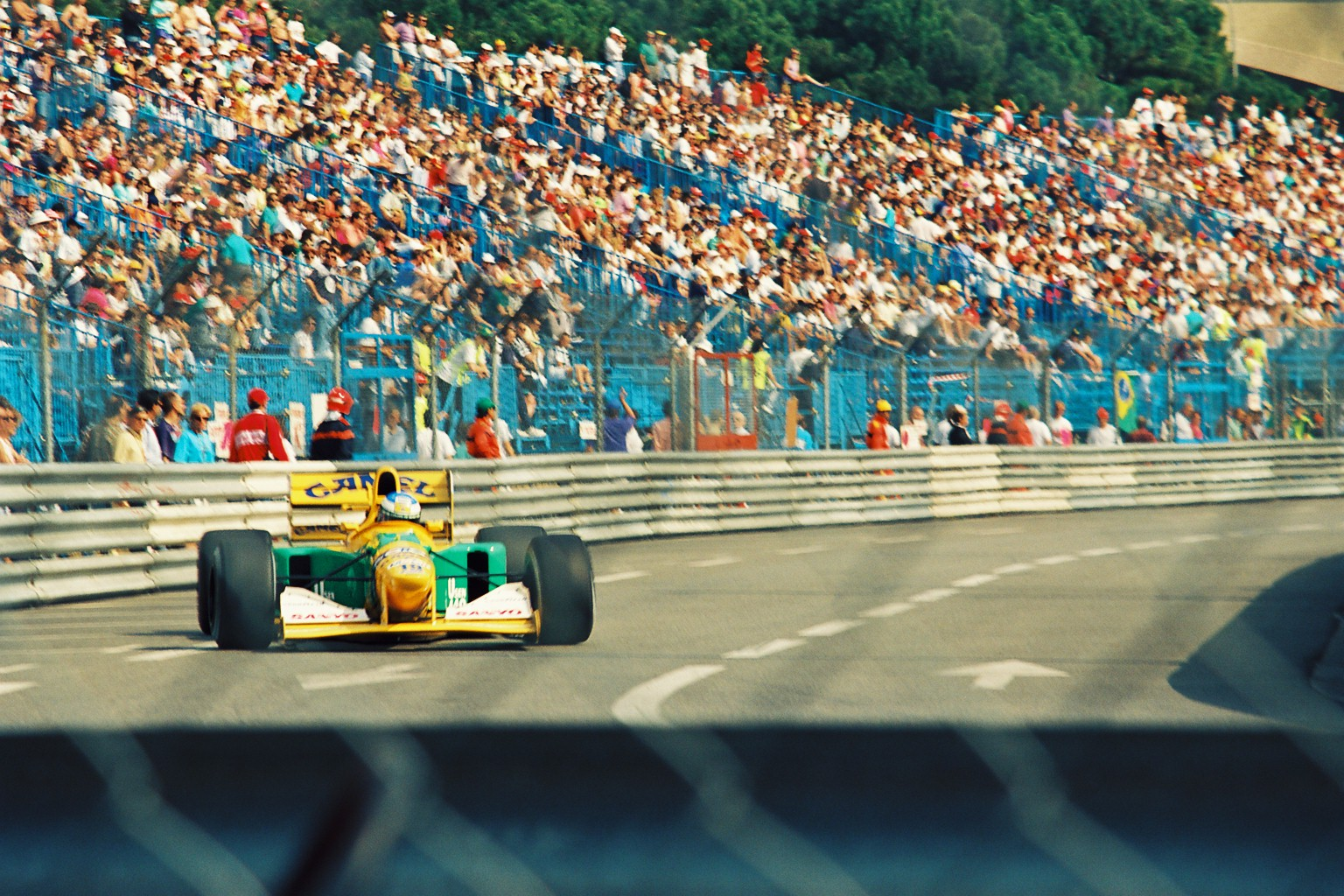
Michael Schumacher während des Rennens

Mansell ging von der Pole-Position aus in Führung. Patreses Versuch, eine drohende Kollision mit seinem Teamkollegen zu vermeiden, ermöglichte Senna, den zweiten Rang einzunehmen. Schumacher überholte zunächst Berger und Alesi, der Ferrari-Pilot konterte jedoch erfolgreich in der Mirabeau-Kurve.
Während sich Mansell einen Vorsprung verschaffte, gelang es Patrese trotz seines ebenso überlegenen Wagens nicht, an Senna vorbeizuziehen. Das Duell um den vierten Rang zwischen Alesi und Schumacher endete in der zwölften Runde mit einer Kollision in der Loews-Haarnadelkurve, die wenige Umläufe später zur Folge hatte, dass der Franzose aufgeben musste. Als Berger in Runde 32 wegen eines Getriebeschadens ausschied, übernahm Ivan Capelli den fünften Rang vor Michele Alboreto. Dieser drehte sich in Runde 60. Senna, der gerade ansetzte, ihn zu überrunden, konnte eine Kollision mit dem querstehenden Fahrzeug knapp vermeiden, verlor dadurch jedoch rund 10 Sekunden. Durch einen Fahrfehler im Streckenabschnitt Rascasse endete Capellis Rennen in Runde 61 vorzeitig.
Aufgrund einer gelockerten Radmutter steuerte Mansell in der 71. Runde außerplanmäßig die Box an. Nachdem das Problem gelöst werden konnte, kehrte er mit rund fünf Sekunden Rückstand auf den nun führenden Senna auf die Strecke zurück. Da sein Williams FW14B deutlich konkurrenzfähiger als Sennas McLaren MP4/7A war und er zudem nunmehr über frische Reifen verfügte, dauerte es nicht lange, bis er zu diesem aufgeschlossen hatte. Während der letzten Runden des Rennens versuchte er an mehreren Stellen, Senna zu überholen, was dieser jedoch durch geschickte Gegenwehr verhinderte.
Senna siegte knapp vor Mansell. Patrese folgte mit einigem Rückstand vor Schumacher, Brundle und Gachot.

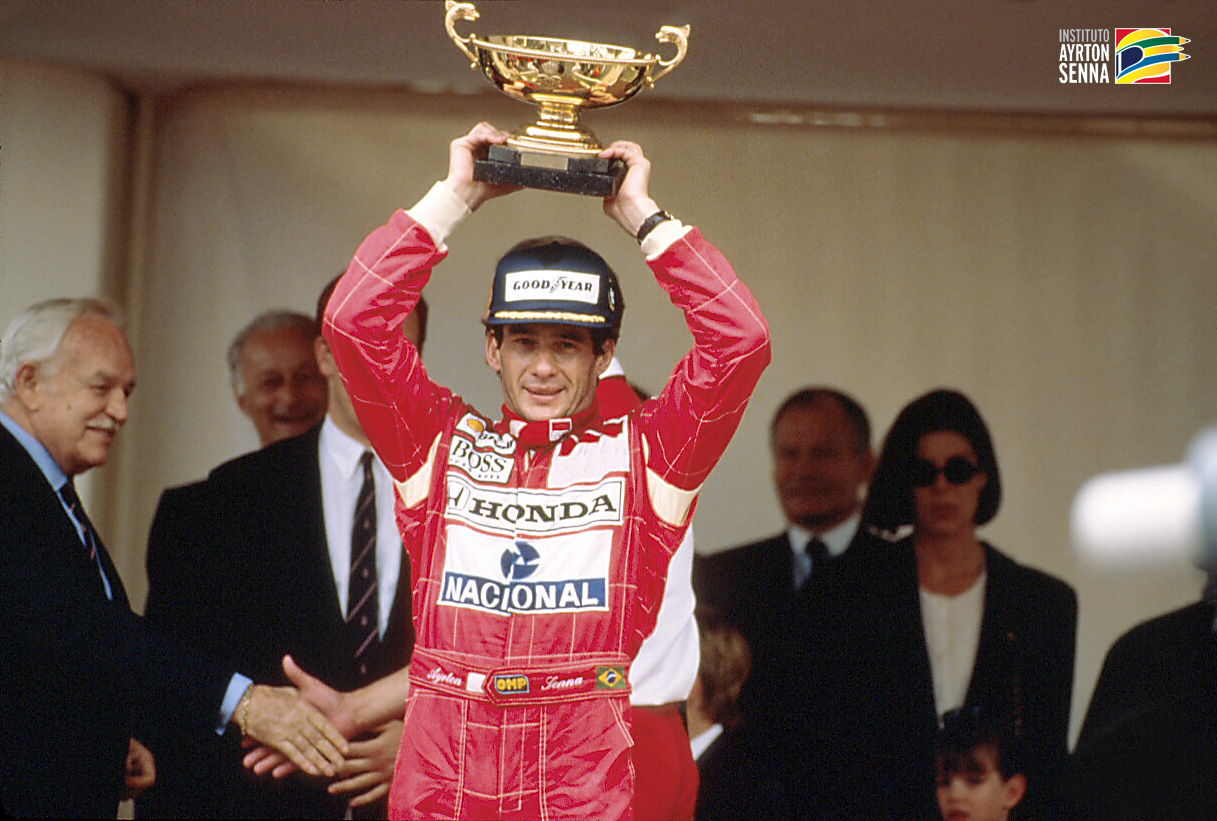
Ayrton Senna bei der Siegerehrung mit Prinz Rainier und Prinzessin Stephanie

Nach sechs absolvierten Rennen hatte Mansell bereits exakt doppelt so viele WM-Punkte erzielt, wie sein erster Verfolger in der Weltmeisterschaftswertung, sein Teamkollege Patrese.

## Meldeliste
| Team                           | Nr. | Fahrer               | Chassis          | Motor                       | Reifen |
| ------------------------------ | --- | -------------------- | ---------------- | --------------------------- | ------ |
| Honda Marlboro McLaren         | 01  | Ayrton Senna         | McLaren MP4/7A   | Honda RA122E 3.5 V12        | G      |
| Honda Marlboro McLaren         | 02  | Gerhard Berger       | McLaren MP4/7A   | Honda RA122E 3.5 V12        | G      |
| Tyrrell Racing Organisation    | 03  | Olivier Grouillard   | Tyrrell 020B     | Ilmor 2175A 3.5 V10         | G      |
| Tyrrell Racing Organisation    | 04  | Andrea de Cesaris    | Tyrrell 020B     | Ilmor 2175A 3.5 V10         | G      |
| Canon Williams Team            | 05  | Nigel Mansell        | Williams FW14B   | Renault RS3C 3.5 V10        | G      |
| Canon Williams Team            | 06  | Riccardo Patrese     | Williams FW14B   | Renault RS3C 3.5 V10        | G      |
| Motor Racing Developments      | 07  | Eric van de Poele    | Brabham BT60B    | Judd GV 3.5 V10             | G      |
| Motor Racing Developments      | 08  | Damon Hill           | Brabham BT60B    | Judd GV 3.5 V10             | G      |
| Footwork Mugen Honda           | 09  | Michele Alboreto     | Footwork FA13    | Mugen-Honda MF-351H 3.5 V10 | G      |
| Footwork Mugen Honda           | 10  | Aguri Suzuki         | Footwork FA13    | Mugen-Honda MF-351H 3.5 V10 | G      |
| Team Lotus                     | 11  | Mika Häkkinen        | Lotus 107        | Ford Cosworth HB 3.5 V8     | G      |
| Team Lotus                     | 12  | Johnny Herbert       | Lotus 107        | Ford Cosworth HB 3.5 V8     | G      |
| Fondmetal                      | 14  | Andrea Chiesa        | Fondmetal GR01   | Ford Cosworth HB 3.5 V8     | G      |
| Fondmetal                      | 15  | Gabriele Tarquini    | Fondmetal GR01   | Ford Cosworth HB 3.5 V8     | G      |
| March F1                       | 16  | Karl Wendlinger      | March CG911      | Ilmor 2175A 3.5 V10         | G      |
| March F1                       | 17  | Paul Belmondo        | March CG911      | Ilmor 2175A 3.5 V10         | G      |
| Camel Benetton Ford            | 19  | Michael Schumacher   | Benetton B192    | Ford Cosworth HB 3.5 V8     | G      |
| Camel Benetton Ford            | 20  | Martin Brundle       | Benetton B192    | Ford Cosworth HB 3.5 V8     | G      |
| BMS Scuderia Italia            | 21  | JJ Lehto             | Dallara 192      | Ferrari 037 3.5 V12         | G      |
| BMS Scuderia Italia            | 22  | Pierluigi Martini    | Dallara 192      | Ferrari 037 3.5 V12         | G      |
| Minardi Team                   | 23  | Christian Fittipaldi | Minardi M192     | Lamborghini 3512 3.5 V12    | G      |
| Minardi Team                   | 24  | Gianni Morbidelli    | Minardi M192     | Lamborghini 3512 3.5 V12    | G      |
| Ligier Gitanes Blondes         | 25  | Thierry Boutsen      | Ligier JS37      | Renault RS3C 3.5 V10        | G      |
| Ligier Gitanes Blondes         | 26  | Érik Comas           | Ligier JS37      | Renault RS3C 3.5 V10        | G      |
| Scuderia Ferrari               | 27  | Jean Alesi           | Ferrari F92A     | Ferrari 040 3.5 V12         | G      |
| Scuderia Ferrari               | 28  | Ivan Capelli         | Ferrari F92A     | Ferrari 040 3.5 V12         | G      |
| Central Park Venturi Larrousse | 29  | Bertrand Gachot      | Venturi LC92     | Lamborghini 3512 3.5 V12    | G      |
| Central Park Venturi Larrousse | 30  | Ukyō Katayama        | Venturi LC92     | Lamborghini 3512 3.5 V12    | G      |
| Sasol Jordan Yamaha            | 32  | Stefano Modena       | Jordan 192       | Yamaha OX99 3.5 V12         | G      |
| Sasol Jordan Yamaha            | 33  | Maurício Gugelmin    | Jordan 192       | Yamaha OX99 3.5 V12         | G      |
| Andrea Moda Formula            | 34  | Roberto Moreno       | Andrea Moda S921 | Judd GV 3.5 V10             | G      |
| Andrea Moda Formula            | 35  | Perry McCarthy       | Andrea Moda S921 | Judd GV 3.5 V10             | G      |

## Klassifikationen

### Qualifying
| Pos. | Fahrer               | Konstrukteur         | Vorqualifikation | Vorqualifikation  | 1. Qualifikationstraining | 1. Qualifikationstraining | 2. Qualifikationstraining | 2. Qualifikationstraining | Start |
| Pos. | Fahrer               | Konstrukteur         | Zeit             | Ø-Geschwindigkeit | Zeit                      | Ø-Geschwindigkeit         | Zeit                      | Ø-Geschwindigkeit         | Start |
| ---- | -------------------- | -------------------- | ---------------- | ----------------- | ------------------------- | ------------------------- | ------------------------- | ------------------------- | ----- |
| 01   | Nigel Mansell        | Williams-Renault     | –                | –                 | 1:20,714                  | 148,435 km/h              | 1:19,495                  | 150,711 km/h              | 01    |
| 02   | Riccardo Patrese     | Williams-Renault     | –                | –                 | 1:22,309                  | 145,559 km/h              | 1:20,368                  | 149,074 km/h              | 02    |
| 03   | Ayrton Senna         | McLaren-Honda        | –                | –                 | 1:21,467                  | 147,063 km/h              | 1:20,608                  | 148,630 km/h              | 03    |
| 04   | Jean Alesi           | Ferrari              | –                | –                 | 1:22,942                  | 144,448 km/h              | 1:20,895                  | 148,103 km/h              | 04    |
| 05   | Gerhard Berger       | McLaren-Honda        | –                | –                 | 1:22,359                  | 145,470 km/h              | 1:21,224                  | 147,503 km/h              | 05    |
| 06   | Michael Schumacher   | Benetton-Ford        | –                | –                 | 1:23,150                  | 144,087 km/h              | 1:21,831                  | 146,409 km/h              | 06    |
| 07   | Martin Brundle       | Benetton-Ford        | –                | –                 | 1:23,872                  | 142,846 km/h              | 1:22,068                  | 145,986 km/h              | 07    |
| 08   | Ivan Capelli         | Ferrari              | –                | –                 | 1:23,813                  | 142,947 km/h              | 1:22,119                  | 145,896 km/h              | 08    |
| 09   | Johnny Herbert       | Lotus-Ford           | –                | –                 | 1:25,979                  | 139,346 km/h              | 1:22,579                  | 145,083 km/h              | 09    |
| 10   | Andrea de Cesaris    | Tyrrell-Ilmor        | –                | –                 | 1:23,552                  | 143,393 km/h              | 1:22,647                  | 144,964 km/h              | 10    |
| 11   | Michele Alboreto     | Footwork-Mugen-Honda | 1:25,413         | 140,269 km/h      | 1:23,774                  | 143,013 km/h              | 1:22,671                  | 144,921 km/h              | 11    |
| 12   | Gianni Morbidelli    | Minardi-Lamborghini  | –                | –                 | 1:24,567                  | 141,672 km/h              | 1:22,733                  | 144,813 km/h              | 12    |
| 13   | Maurício Gugelmin    | Jordan-Yamaha        | –                | –                 | 1:24,235                  | 142,231 km/h              | 1:22,863                  | 144,586 km/h              | 13    |
| 14   | Mika Häkkinen        | Lotus-Ford           | –                | –                 | 1:25,809                  | 139,622 km/h              | 1:22,886                  | 144,546 km/h              | 14    |
| 15   | Bertrand Gachot      | Venturi-Lamborghini  | 1:25,980         | 139,344 km/h      | 1:23,606                  | 143,301 km/h              | 1:23,122                  | 144,135 km/h              | 15    |
| 16   | Karl Wendlinger      | March-Ilmor          | –                | –                 | 1:23,978                  | 142,666 km/h              | 1:23,264                  | 143,889 km/h              | 16    |
| 17   | Christian Fittipaldi | Minardi-Lamborghini  | –                | –                 | 1:25,561                  | 140,026 km/h              | 1:23,487                  | 143,505 km/h              | 17    |
| 18   | Pierluigi Martini    | Dallara-Ferrari      | –                | –                 | 1:25,665                  | 139,856 km/h              | 1:23,508                  | 143,469 km/h              | 18    |
| 19   | Aguri Suzuki         | Footwork-Mugen-Honda | –                | –                 | 1:24,340                  | 142,054 km/h              | 1:23,641                  | 143,241 km/h              | 19    |
| 20   | JJ Lehto             | Dallara-Ferrari      | –                | –                 | 1:25,050                  | 140,868 km/h              | 1:23,862                  | 142,863 km/h              | 20    |
| 21   | Stefano Modena       | Jordan-Yamaha        | –                | –                 | 1:23,890                  | 142,816 km/h              | 1:23,909                  | 142,783 km/h              | 21    |
| 22   | Thierry Boutsen      | Ligier-Renault       | –                | –                 | 1:25,222                  | 140,583 km/h              | 1:23,909                  | 142,783 km/h              | 22    |
| 23   | Érik Comas           | Ligier-Renault       | –                | –                 | 1:24,816                  | 141,256 km/h              | 1:23,974                  | 142,673 km/h              | 23    |
| 24   | Olivier Grouillard   | Tyrrell-Ilmor        | –                | –                 | 1:24,533                  | 141,729 km/h              | 1:23,990                  | 142,646 km/h              | 24    |
| 25   | Gabriele Tarquini    | Fondmetal-Ford       | –                | –                 | 1:25,614                  | 139,940 km/h              | 1:24,479                  | 141,820 km/h              | 25    |
| 26   | Roberto Moreno       | Andrea Moda-Judd     | 1:27,186         | 137,417 km/h      | 1:25,185                  | 140,644 km/h              | 1:24,945                  | 141,042 km/h              | 26    |
| DNQ  | Eric van de Poele    | Brabham-Judd         | –                | –                 | 1:25,702                  | 139,796 km/h              | 1:24,981                  | 140,982 km/h              | –     |
| DNQ  | Damon Hill           | Brabham-Judd         | –                | –                 | 1:26,889                  | 137,886 km/h              | 1:25,394                  | 140,300 km/h              | –     |
| DNQ  | Andrea Chiesa        | Fondmetal-Ford       | 1:27,756         | 136,524 km/h      | 1:27,140                  | 137,489 km/h              | 1:25,660                  | 139,865 km/h              | –     |
| DNQ  | Paul Belmondo        | March-Ilmor          | –                | –                 | 1:26,501                  | 138,505 km/h              | 1:25,750                  | 139,718 km/h              | –     |
| DNPQ | Ukyō Katayama        | Venturi-Lamborghini  | 1:28,310         | 135,668 km/h      | –                         | –                         | –                         | –                         | –     |
| DNPQ | Perry McCarthy       | Andrea Moda-Judd     | –                | –                 | –                         | –                         | –                         | –                         | –     |

### Rennen
| Pos. | Fahrer               | Konstrukteur         | Runden | Stopps | Zeit        | Start | Schnellste Runde |
| ---- | -------------------- | -------------------- | ------ | ------ | ----------- | ----- | ---------------- |
| 01   | Ayrton Senna         | McLaren-Honda        | 78     | 0      | 1:50:59,372 | 03    | 1:23,470         |
| 02   | Nigel Mansell        | Williams-Renault     | 78     | 1      | + 0,215     | 01    | 1:21,598         |
| 03   | Riccardo Patrese     | Williams-Renault     | 78     | 0      | + 31,843    | 02    | 1:24,080         |
| 04   | Michael Schumacher   | Benetton-Ford        | 78     | 0      | + 39,294    | 06    | 1:23,868         |
| 05   | Martin Brundle       | Benetton-Ford        | 78     | 2      | + 1:21,347  | 07    | 1:23,406         |
| 06   | Bertrand Gachot      | Venturi-Lamborghini  | 77     | 0      | + 1 Runde   | 15    | 1:24,932         |
| 07   | Michele Alboreto     | Footwork-Mugen-Honda | 77     | 0      | + 1 Runde   | 11    | 1:25,004         |
| 08   | Christian Fittipaldi | Minardi-Lamborghini  | 77     | 0      | + 1 Runde   | 17    | 1:25,594         |
| 09   | JJ Lehto             | Dallara-Ferrari      | 76     | 0      | + 2 Runden  | 20    | 1:25,390         |
| 10   | Érik Comas           | Ligier-Renault       | 76     | 0      | + 2 Runden  | 23    | 1:26,002         |
| 11   | Aguri Suzuki         | Footwork-Mugen-Honda | 76     | 0      | + 2 Runden  | 19    | 1:25,909         |
| 12   | Thierry Boutsen      | Ligier-Renault       | 75     | 0      | + 3 Runden  | 22    | 1:26,320         |
| –    | Ivan Capelli         | Ferrari              | 60     | 0      | DNF         | 08    | 1:25,032         |
| –    | Gerhard Berger       | McLaren-Honda        | 32     | 0      | DNF         | 05    | 1:24,172         |
| –    | Mika Häkkinen        | Lotus-Ford           | 30     | 0      | DNF         | 14    | 1:25,871         |
| –    | Jean Alesi           | Ferrari              | 28     | 0      | DNF         | 04    | 1:24,827         |
| –    | Maurício Gugelmin    | Jordan-Yamaha        | 18     | 0      | DNF         | 13    | 1:26,863         |
| –    | Johnny Herbert       | Lotus-Ford           | 17     | 0      | DNF         | 09    | 1:26,005         |
| –    | Roberto Moreno       | Andrea Moda-Judd     | 11     | 0      | DNF         | 26    | 1:30,344         |
| –    | Andrea de Cesaris    | Tyrrell-Ilmor        | 9      | 0      | DNF         | 10    | 1:26,916         |
| –    | Gabriele Tarquini    | Fondmetal-Ford       | 9      | 0      | DNF         | 25    | 1:30,718         |
| –    | Stefano Modena       | Jordan-Yamaha        | 6      | 0      | DNF         | 21    | 1:28,149         |
| –    | Olivier Grouillard   | Tyrrell-Ilmor        | 4      | 0      | DNF         | 24    | 1:28,590         |
| –    | Karl Wendlinger      | March-Ilmor          | 1      | 0      | DNF         | 16    | 1:44,613         |
| –    | Gianni Morbidelli    | Minardi-Lamborghini  | 1      | 0      | DNF         | 12    | 5:34,500         |
| –    | Pierluigi Martini    | Dallara-Ferrari      | 0      | 0      | DNF         | 18    | –                |

## WM-Stände nach dem Rennen
Die ersten sechs des Rennens bekamen 10, 6, 4, 3, 2 bzw. 1 Punkt(e).

### Fahrerwertung
| Pos. | Fahrer             | Konstrukteur         | Punkte |
| ---- | ------------------ | -------------------- | ------ |
| 01   | Nigel Mansell      | Williams-Renault     | 56     |
| 02   | Riccardo Patrese   | Williams-Renault     | 28     |
| 03   | Michael Schumacher | Benetton-Ford        | 20     |
| 04   | Ayrton Senna       | McLaren-Honda        | 18     |
| 05   | Gerhard Berger     | McLaren-Honda        | 8      |
| 06   | Jean Alesi         | Ferrari              | 7      |
| 07   | Michele Alboreto   | Footwork-Mugen-Honda | 5      |
| 08   | Martin Brundle     | Benetton-Ford        | 5      |
| 09   | Andrea de Cesaris  | Tyrrell-Ilmor        | 2      |
| 10   | Ivan Capelli       | Ferrari              | 2      |
| 11   | Pierluigi Martini  | Dallara-Ferrari      | 2      |
| 12   | Johnny Herbert     | Lotus-Ford           | 1      |
| 13   | Mika Häkkinen      | Lotus-Ford           | 1      |
| 14   | Bertrand Gachot    | Venturi-Lamborghini  | 1      |
| 15   | Aguri Suzuki       | Footwork-Mugen-Honda | 0      |

| Pos. | Fahrer               | Konstrukteur        | Punkte |
| ---- | -------------------- | ------------------- | ------ |
| 16   | Érik Comas           | Ligier-Renault      | 0      |
| 17   | Maurício Gugelmin    | Jordan-Yamaha       | 0      |
| 18   | Gianni Morbidelli    | Minardi-Lamborghini | 0      |
| 19   | JJ Lehto             | Dallara-Ferrari     | 0      |
| 20   | Christian Fittipaldi | Minardi-Lamborghini | 0      |
| 21   | Olivier Grouillard   | Tyrrell-Ilmor       | 0      |
| 22   | Ukyō Katayama        | Venturi-Lamborghini | 0      |
| 23   | Karl Wendlinger      | March-Ilmor         | 0      |
| 24   | Thierry Boutsen      | Ligier-Renault      | 0      |
| 25   | Paul Belmondo        | March-Ilmor         | 0      |
| 26   | Eric van de Poele    | Brabham-Judd        | 0      |
| –    | Gabriele Tarquini    | Fondmetal-Ford      | 0      |
| –    | Stefano Modena       | Jordan-Yamaha       | 0      |
| –    | Andrea Chiesa        | Fondmetal-Ford      | 0      |
| –    | Roberto Moreno       | Andrea Moda-Judd    | 0      |

### Konstrukteurswertung
| Pos. | Konstrukteur         | Punkte |
| ---- | -------------------- | ------ |
| 01   | Williams-Renault     | 84     |
| 02   | McLaren-Honda        | 26     |
| 03   | Benetton-Ford        | 25     |
| 04   | Ferrari              | 9      |
| 05   | Footwork-Mugen-Honda | 5      |
| 06   | Tyrrell-Ilmor        | 2      |
| 07   | Lotus-Ford           | 2      |
| 08   | Dallara-Ferrari      | 2      |

| Pos. | Konstrukteur        | Punkte |
| ---- | ------------------- | ------ |
| 09   | Venturi-Lamborghini | 1      |
| 10   | Ligier-Renault      | 0      |
| 11   | Jordan-Yamaha       | 0      |
| 12   | Minardi-Lamborghini | 0      |
| 13   | March-Ilmor         | 0      |
| 14   | Brabham-Judd        | 0      |
| –    | Fondmetal-Ford      | 0      |
| –    | Andrea Moda-Judd    | 0      |